# Stadionweg (Amsterdam)
De Stadionweg is een straat in stadsdeel Zuid in Amsterdam. De straat is de toegangsweg tot het Olympisch Stadion, maar is vernoemd naar het stadion (het Nederlandsch Sportpark) ontworpen door architect Harry Elte dat tussen 1914 en 1929 stond op de plaats van de huidige Jason- en Argonautenstraat.

## Ligging
De Stadionweg is enkele kilometers lang en begint bij het Apollo Hotel, nabij de Apollolaan. De straat eindigt bij het Stadionplein en het Olympisch Stadion. De straat wordt twee keer onderbroken, deze gedeelten heten Minervaplein en Olympiaplein.

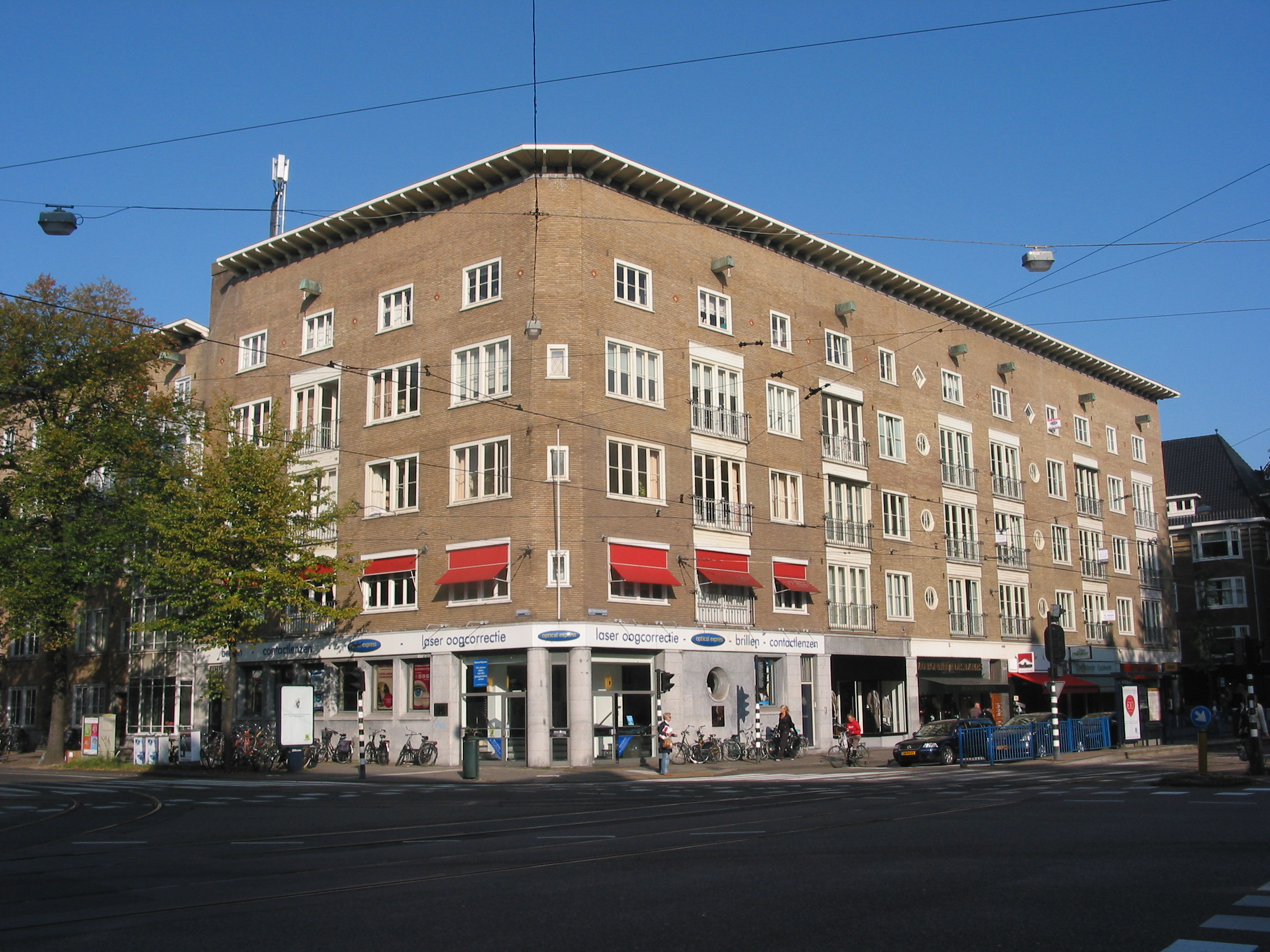
Hoek Stadionweg / Beethovenstraat.

De Stadionweg is een drukke verkeersader en staat lokaal bekend als stadsweg S108. De straat kruist door zijn aanzienlijke lengte ook verschillende andere doorgaande wegen. De belangrijkste zijn de Apollolaan, Beethovenstraat, Parnassusweg, en Olympiaweg.

## Karakter
De straat heeft voornamelijk een woonfunctie, maar her en der verspreid zijn er een aantal winkels en bedrijven te vinden. In het oostelijke deel bestaat het winkelaanbod voornamelijk uit banken en exclusieve couture-modezaken, in het westelijke deel is veel kleine middenstand, die zich voornamelijk concentreert bij het Olympiaplein en het Stadionplein.

## Openbaar vervoer
Sinds 1929 rijdt tramlijn 24 door de straat tussen de Beethovenstraat en het Stadionplein. In 1939 kwam buslijn E erbij, deze is in 1965 opgevolgd door buslijn 15.
Tot 2006 had lijn 24 zijn eindpunt aan de Olympiaweg. Nadat het spoor in 2003 ten behoeve van lijn 16 was verlengd tot het VU medisch centrum is in 2006 ook lijn 24 tot daar doorgetrokken, waarmee het eindpunt aan de Stadionweg is komen te vervallen. De tramrails worden hier ook gebruikt voor remiseritten van lijn 5.